# Nuevo Campechito
Nuevo Campechito är en ort i Mexiko.   Den ligger i kommunen Carmen och delstaten Campeche, i den sydöstra delen av landet, 700 km öster om huvudstaden Mexico City. Antalet invånare är 457.
Terrängen runt Nuevo Campechito är mycket platt. Havet är nära Nuevo Campechito åt nordväst. Runt Nuevo Campechito är det glesbefolkat, med 19 invånare per kvadratkilometer. Närmaste större samhälle är Colonia Emiliano Zapata, 16,4 km öster om Nuevo Campechito. I omgivningarna runt Nuevo Campechito växer i huvudsak städsegrön lövskog.